# Lijst van Israëlische voetballers
Dit is een lijst van Israëlische voetballers.

## Lijst
- Shlomi Arbeitman - KAA Gent
- Zahi Armeli - Maccabi Haifa
- Dudu Aouate - Maccabi Haifa
- Tal Banin - Brescia Calcio
- Elyaniv Barda - RC Genk
- Tal Ben-Haim - Maccabi Tel Aviv, Bolton Wanderers
- Yossi Benayoun - Hapoel Beer Sheva, Maccabi Haifa, Racing de Santander, Liverpool, West Ham
- Eyal Berkovic - Maccabi Haifa, Southampton FC, West Ham, Celtic, Manchester City
- Avi Cohen - Liverpool FC, Glasgow Rangers
- Shlomi Dahan
- Nir Davidovich
- Omer Golan - Sporting Lokeren
- Alon Hazan - Watford
- Sebastian Israël - Hapoel Marmorek
- Barak Itzhaki - RC Genk
- Lior Jan - Maccabi Tel Aviv
- Sylvie Jian
- Nir Klinger
- Shai Maimon
- Idan Malichi
- Uri Malmilian
- Baruch Maman
- Mor Maman
- Akiva Megrelashvili - Hapoel Ironi Kiryat Shmona
- Haim Megrelashvili - Vitesse
- Guy Melamed
- Maor Melikson
- Avraham Menchel
- Eyal Meshumar
- Alon Mizrahi - Hapoel Beër Sjeva
- Yossi Mizrahi - Maccabi Petach Tikwa
- Avi Nimni
- Avi Ran - Maccabi Haifa
- Haim Revivo - Maccabi Haifa, Celta de Vigo, Fenerbahçe, Galatasaray
- Ronny Rosenthal - Maccabi Haifa, Club Brugge, Liverpool FC, Tottenham Hotspur
- Lior Refaelov - Maccabi Haifa, Club Brugge
- Ben Sahar - Chelsea, De Graafschap, RCD Espanyol
- Amos Sassi
- Abbas Suan
- Giora Spiegel
- Mordechai Spiegler - Maccabi Netanya, Paris St. Germain
- Avi Tikvah - Grasshoppers Zürich
- Salim Toama - Standard Luik
- Rifaat Turk ("Jimmy") - Hapoel Tel Aviv
- Gil Vermout - KAA Gent
- Yochanan Vollach - Hapoel Haifa, Maccabi Haifa, HKFC (voorzitter van de Maccabi Haifa associatie)
- Eran Zahavi - PSV Eindhoven